# Astroworld - Wish You Were Here Tour

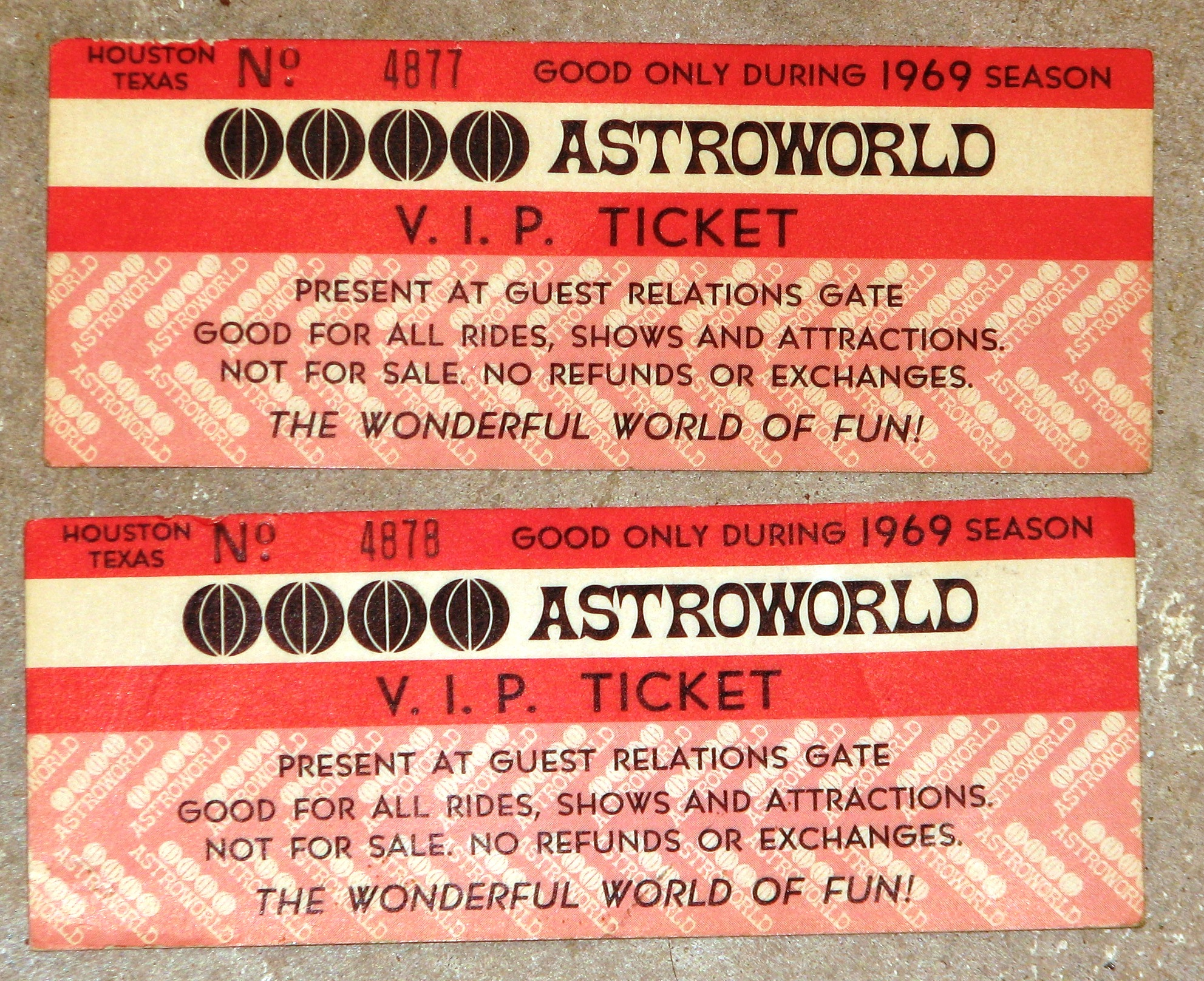
Biglietti di ingresso per il parco divertimenti Six Flags AstroWorld di Houston del 1969

L'Astroworld - Wish You Were Here Tour è stata la terza tournée di concerti del rapper statunitense Travis Scott relativa al suo terzo album in studio Astroworld (2018). Il tour è iniziato l'8 novembre 2018 a Baltimora alla Royal Farms Arena come prima tappa e si è concluso a Tulsa presso il BOK Center il 26 marzo 2019.

## Antefatti
Il tour venne annunciato ufficialmente tramite Instagram da Travis il 16 agosto 2018. Nello stesso mese, prima dell'inizio del tour, il rapper annunciò che ci sarebbe stata la sua prima tappa in Europa. Il 10 giugno venne comunicato che la tappa in Europa si sarebbe tenuta aLondra alla The O2 Arena.

## Artisti di apertura
Virgil Abloh, Sheck Wes, Trippie Redd e Gunna sono stati gli artisti che si sono esibiti all'apertura di tutti i concerti.
Il 7 dicembre 2018, il rapper annunciò che Trippie Redd non si sarebbe più esibito per tutta la durata del tour a causa di "problemi di organizzazione" e a causa di una riduzione dei tempi di esibizione prestabiliti.

## Descrizione
L'idea iniziale per il Wish You Were Here Tour fu quella di ricreare il parco divertimenti per bambini Six Flags AstroWorld, quindi ogni palcoscenico venne decorato a tema con dettagli diversi come una piccola ruota panoramica e delle montagne russe vere e proprie. Ad ogni spettacolo c'erano due palchi, uno su ciascuna estremità dell'arena.

## Critica

### America del Nord
Lo spettacolo è stato recensito positivamente da Charles Holmes nella rivista Rolling Stone, da Julian Kimble per il Washington Post , e da Chris DeVille di Stereogum.

## Scaletta
Questa scaletta è relativa allo spettacolo che si è svolto Baltimora, l'8 novembre 2018. Non è relativo a tutti i concerti del tour.
1. Stargazing
2. Lose (base musicale)
3. Carousel
4. Quintana
5. Uptown
6. Way Back
7. Mamacita
8. Butterfly Effect
9. No Bystanders
10. Don't Play
11. 3500
12. Skyfall
13. Through the Late Night
14. Upper Echelon
15. Drugs You Should Try It
16. 90210
17. Love Galore
18. Skeletons
19. Astrothunder
20. R.I.P Screw
21. Houstonfornication
22. Stop Trying to Be God
23. NC-17
24. Zeze
25. Beibs in the Trap
26. Yosemite (con Gunna)
27. Piss On Your Grave (base musicale)
28. 5% Tint
29. Can't Say (con Don Toliver)
30. Antidote
31. Goosebumps
32. Sicko Mode

## Date del tour
| Data             | Città         | Stato        | Luogo                                | Artisti d'apertura                        | Biglietti venduti / Biglietti disponibili | Incasso      |
| Nord America     | Nord America  | Nord America | Nord America                         | Nord America                              | Nord America                              | Nord America |
| ---------------- | ------------- | ------------ | ------------------------------------ | ----------------------------------------- | ----------------------------------------- | ------------ |
| 8 novembre 2018  | Baltimora     | Stati Uniti  | Royal Farms Arena                    | Trippie Redd Sheck Wes Gunna Virgil Abloh | 11.444 / 14.000                           | $553.291     |
| 9 novembre 2018  | Raleigh       | Stati Uniti  | PNC Arena                            | Trippie Redd Sheck Wes Gunna Virgil Abloh | 15.305 / 19.772                           | $858.876     |
| 11 novembre 2018 | Miami         | Stati Uniti  | American Airlines Arena              | Trippie Redd Sheck Wes Gunna Virgil Abloh | 15.050 / 21.000                           | $1.042.145   |
| 12 novembre 2018 | Tampa         | Stati Uniti  | Amalie Arena                         | Trippie Redd Sheck Wes Gunna Virgil Abloh | —                                         | —            |
| 13 novembre 2018 | Atlanta       | Stati Uniti  | State Farm Arena                     | Trippie Redd Sheck Wes Gunna Virgil Abloh | 12.166 / 12.166                           | $884.444     |
| 15 novembre 2018 | Dallas        | Stati Uniti  | American Airlines Center             | Trippie Redd Sheck Wes Gunna Virgil Abloh | 14.295 / 15.199                           | $980.570     |
| 17 novembre 2018 | Houston       | Stati Uniti  | Astroworld Festival                  | Trippie Redd Sheck Wes Gunna Virgil Abloh | —                                         | —            |
| 19 novembre 2018 | Louisville    | Stati Uniti  | KFC Yum! Center                      | Trippie Redd Sheck Wes Gunna Virgil Abloh | 15.722 / 22.090                           | $846.323     |
| 21 novembre 2018 | Toronto       | Canada       | Scotiabank Arena                     | Trippie Redd Sheck Wes Gunna Virgil Abloh | 17.380 / 19.800                           | $1.345.444   |
| 24 novembre 2018 | Newark        | Stati Uniti  | Prudential Center                    | Trippie Redd Sheck Wes Gunna Virgil Abloh | 15.811 / 19.500                           | $1.341.089   |
| 25 novembre 2018 | Pittsburgh    | Stati Uniti  | PPG Paints Arena                     | Trippie Redd Sheck Wes Gunna Virgil Abloh | 15.288 / 19.758                           | $800.224     |
| 27 novembre 2018 | New York      | Stati Uniti  | Madison Square Garden                | Trippie Redd Sheck Wes Gunna Virgil Abloh | 32.602 / 32.602                           | $2.823.519   |
| 28 novembre 2018 | New York      | Stati Uniti  | Madison Square Garden                | Trippie Redd Sheck Wes Gunna Virgil Abloh | 32.602 / 32.602                           | $2.823.519   |
| 29 novembre 2018 | Washington    | Stati Uniti  | Capital One Arena                    | Trippie Redd Sheck Wes Gunna Virgil Abloh | 16.512 / 16.512                           | $1.109.471   |
| 30 novembre 2018 | Hartford      | Stati Uniti  | XL Center                            | Trippie Redd Sheck Wes Gunna Virgil Abloh | —                                         | —            |
| 1 dicembre 2018  | Filadelfia    | Stati Uniti  | Wells Fargo Center                   | Trippie Redd Sheck Wes Gunna Virgil Abloh | 17.003 / 17.057                           | $1.237.017   |
| 2 dicembre 2018  | Boston        | Stati Uniti  | TD Garden                            | Trippie Redd Sheck Wes Gunna Virgil Abloh | 16.109 / 16.113                           | $1.172.754   |
| 4 dicembre 2018  | Cleveland     | Stati Uniti  | Quicken Loans Arena                  | Trippie Redd Sheck Wes Gunna Virgil Abloh | —                                         | —            |
| 5 dicembre 2018  | Detroit       | Stati Uniti  | Little Caesars Arena                 | Trippie Redd Sheck Wes Gunna Virgil Abloh | 16.567 / 16.567                           | $1.177.594   |
| 6 dicembre 2018  | Chicago       | Stati Uniti  | United Center                        | Trippie Redd Sheck Wes Gunna Virgil Abloh | 17.513 / 17.513                           | $1.327.057   |
| 8 dicembre 2018  | Minneapolis   | Stati Uniti  | Target Center                        | Trippie Redd Sheck Wes Gunna Virgil Abloh | 14.750 / 14.750                           | $939.481     |
| 9 dicembre 2018  | Milwaukee     | Stati Uniti  | Fiserv Forum                         | Trippie Redd Sheck Wes Gunna Virgil Abloh | —                                         | —            |
| 10 dicembre 2018 | Omaha         | Stati Uniti  | CHI Health Center Omaha              | Trippie Redd Sheck Wes Gunna Virgil Abloh | 11.549 / 17.560                           | $683.484     |
| 12 dicembre 2018 | Denver        | Stati Uniti  | Pepsi Center                         | Trippie Redd Sheck Wes Gunna Virgil Abloh | 13.770 / 14.103                           | $972.132     |
| 15 dicembre 2018 | Sacramento    | Stati Uniti  | Golden 1 Center                      | Trippie Redd Sheck Wes Gunna Virgil Abloh | 16.080 / 16.080                           | $1.118.848   |
| 16 dicembre 2018 | Oakland       | Stati Uniti  | Oracle Arena                         | Trippie Redd Sheck Wes Gunna Virgil Abloh | 15.617 / 15.617                           | $1.066.718   |
| 18 dicembre 2018 | Phoenix       | Stati Uniti  | Talking Stick Resort Arena           | Trippie Redd Sheck Wes Gunna Virgil Abloh | 15.774 / 15.774                           | $938.243     |
| 19 dicembre 2018 | Inglewood     | Stati Uniti  | The Forum                            | Trippie Redd Sheck Wes Gunna Virgil Abloh | 16.243 / 17.505                           | $1.223.656   |
| 20 dicembre 2018 | Inglewood     | Stati Uniti  | The Forum                            | Trippie Redd Sheck Wes Gunna Virgil Abloh | 16.243 / 17.505                           | $1.223.656   |
| 22 dicembre 2018 | Portland      | Stati Uniti  | Moda Center                          | Trippie Redd Sheck Wes Gunna Virgil Abloh | 15.624 / 15.624                           | $1.021.593   |
| Nord America     |               |              |                                      |                                           |                                           |              |
| 25 gennaio 2019  | Vancouver     | Canada       | Rogers Arena                         | Sheck Wes                                 | 16.191 / 16.191                           | $1.338.325   |
| 27 gennaio 2019  | Portland      | Stati Uniti  | Moda Center                          | Sheck Wes                                 | 15.969 / 15.969                           | $690.142     |
| 29 gennaio 2019  | Tacoma        | Stati Uniti  | Tacoma Dome                          | Sheck Wes                                 | 14.530 / 14.530                           | $1.032.208   |
| 4 febbraio 2019  | San Diego     | Stati Uniti  | Pechanga Arena                       | Sheck Wes                                 | 10.562 / 11.939                           | $899.911     |
| 6 febbraio 2019  | Las Vegas     | Stati Uniti  | T-Mobile Arena                       | Sheck Wes                                 | 13.243 / 13.243                           | $969.827     |
| 8 febbraio 2019  | Inglewood     | Stati Uniti  | The Forum                            | Sheck Wes                                 | 16.305 / 16.305                           | $1.719.024   |
| 13 febbraio 2019 | Houston       | Stati Uniti  | Toyota Center                        | Sheck Wes                                 | 14.120 / 14.120                           | $1.395.539   |
| 17 febbraio 2019 | Kansas City   | Stati Uniti  | Sprint Center                        | Sheck Wes                                 | 14.039 / 14.089                           | $1.215.415   |
| 18 febbraio 2019 | St. Louis     | Stati Uniti  | Enterprise Center                    | Sheck Wes                                 | 13.047 / 19.260                           | $856.705     |
| 20 febbraio 2019 | Indianapolis  | Stati Uniti  | Bankers Life Fieldhouse              | Sheck Wes                                 | 13.727 / 13.727                           | $973.854     |
| 21 febbraio 2019 | Chicago       | Stati Uniti  | United Center                        | Sheck Wes                                 | 15.368 / 15.368                           | $1.360.723   |
| 22 febbraio 2019 | Milwaukee     | Stati Uniti  | Fiserv Forum                         | Sheck Wes                                 | 12.749 / 17.341                           | $845.719     |
| 24 febbraio 2019 | Columbus      | Stati Uniti  | Schottenstein Center                 | Sheck Wes                                 | 14.039 / 14.089                           | $1.028.887   |
| 26 febbraio 2019 | State College | Stati Uniti  | Bryce Jordan Center                  | Sheck Wes                                 | 12.690 / 12.690                           | $918.829     |
| 2 marzo 2019     | New York      | Stati Uniti  | Madison Square Garden                | Sheck Wes                                 | 16.181 / 16.181                           | $2.095.376   |
| 3 marzo 2019     | Brooklyn      | Stati Uniti  | Barclays Center                      | Sheck Wes                                 | 15.486 / 15.486                           | $1.654.921   |
| 5 marzo 2019     | Montreal      | Canada       | Bell Centre                          | Sheck Wes                                 | 14.337 / 17.868                           | $1.179.350   |
| 7 marzo 2019     | Toronto       | Canada       | Scotiabank Arena                     | Sheck Wes                                 | 16.339 / 19.800                           | $1.472.771   |
| 9 marzo 2019     | Hartford      | Stati Uniti  | XL Center                            | Sheck Wes                                 | 13.139 / 16.294                           | $826.248     |
| 12 marzo 2019    | Washington    | Stati Uniti  | Capital One Arena                    | Sheck Wes                                 | 12.292 / 20.356                           | $1.088.630   |
| 14 marzo 2019    | Jacksonville  | Stati Uniti  | Jacksonville Veterans Memorial Arena | Sheck Wes                                 | 9.664 / 15.000                            | $707.427     |
| 15 marzo 2019    | Orlando       | Stati Uniti  | Amway Center                         | Sheck Wes                                 | 12.587 / 20.000                           | $994.354     |
| 17 marzo 2019    | Tampa         | Stati Uniti  | Amalie Arena                         | Sheck Wes                                 | 15.245 / –                                | $913.270     |
| 20 marzo 2019    | Nashville     | Stati Uniti  | Bridgestone Arena                    | Sheck Wes                                 | 13.370 / –                                | $894.349     |
| 22 marzo 2019    | Atlanta       | Stati Uniti  | State Farm Arena                     | Sheck Wes                                 | 11.593 / 11.593                           | $1.084.881   |
| 24 marzo 2019    | Charlotte     | Stati Uniti  | Spectrum Center                      | Sheck Wes                                 | 16.386 / –                                | $845.551     |
| 26 marzo 2019    | Tulsa         | Stati Uniti  | BOK Center                           | Sheck Wes                                 | 12.425 / –                                | $869.968     |
| Europa           |               |              |                                      |                                           |                                           |              |
| 16 luglio 2019   | Londra        | Regno Unito  | The O2 Arena                         | Octavian                                  | 17.236 / –                                | $1.479.640   |
| Totale           | Totale        | Totale       | Totale                               | Totale                                    | —                                         | $63.715.185  |

Note
- Nella seconda tappa degli Stati Uniti le canzoni Quintana e Uptown sono state sostituite da 4 AM e First Off.
- 3500 è stata eliminata dalla scaletta nella seconda tappa.
- Dopo il primo spettacolo a Toronto anche 5% TINT è stata rimossa dalla scaletta.
- Durante lo spettacolo a Raleigh, Sheck Wes è stato presentato per esibirsi in Mo Bamba dopo la canzone NO BYSTANDERS. Anche Trippie Redd è stato anche presentato per esibirsi in Dark Knight Dummo dopo Don't Play.
- Don Toliver è apparso in ogni spettacolo della prima tappa negli Stati Uniti sul palco B per esibirsi in CAN'T SAY assieme a Travis. È poi apparso occasionalmente in alcuni concerti della seconda tappa negli Stati Uniti.
- Gunna è apparso in ogni spettacolo dell'andata per eseguire il suo verso su YOSEMITE. Non si è però esibito nella seconda tappa perché era impegnato con la sua tournée.
- Durante il secondo spettacolo ad Atlanta, si sono uniti a Travis tre ospiti a sorpresa. 2 Chainz che ha cantato Whip e 4 AM. Rick Ross è il secondo artista ospite che ha cantato BMF e Pop That. Young Thug e Quavo sono stati ospiti d'eccezione e si sono esibiti nel brano pick up the phone. Infine è salito sul palco Future per cantare First Off e March Madness.
- Nel secondo spettacolo a New York della prima tappa (28 novembre 2018) Kendrick Lamar si è esibito assieme a Travis sul brano Goosebumps.
- Durante l'ultimo spettacolo, a Londra, Scott ha ospitato sul palco Ed Sheeran per il singolo in collaborazione Antisocial.

## Cancellazioni
| Data             | Città   | Stato       | Luogo          | Causa                                                            |
| ---------------- | ------- | ----------- | -------------- | ---------------------------------------------------------------- |
| 28 febbraio 2019 | Buffalo | Stati Uniti | KeyBank Center | Motivi personali. È stato poi riprogrammato per il 10 marzo 2019 |